# Мичуринский (Свердловская область)
Мичу́ринский — посёлок в составе муниципального образования «город Екатеринбург». Относится к Академическому району (до 2021 года был подчинён Верх-Исетскому району) Екатеринбурга. Площадь поселка составляет 0,985 кв.км.

## География
Как и весь остальной город Екатеринбург, посёлок Мичуринский находится к востоку от Срединного Уральского хребта Среднего Урала. Посёлок расположен на открытом, равнинном участке переменно-лесистой местности внутри территории города Екатеринбурга, в окружении городских районов на юго-западо-западной окраине города и полностью интегрирован в его городскую среду и инфраструктуру. В нескольких километрах к северу от территории посёлка находится Верх-Исетский пруд, а к западу и северо-западу от посёлка протекает речка Патрушиха, вдоль русла которой со стороны посёлка есть несколько небольших водоёмов. Река Патрушиха ниже по течению на север впадает в пруд. К северу от посёлка с запада на восток идёт больша екатеринбургская улица Металлургов, на юго-западе проходит ЕКАД. Посёлок окружён несколькими садоводческими товариществами и строящимися жилыми комплексами, некоторые из них уже построены: ЖК «Суходольский Квартал», ЖК «Хрустальногорский», ЖК «Меридиан», ЖК «Смородина». Ближайшие населённые пункты: посёлки на территории города Екатеринбурга Медный, Московский и собственно сам Екатеринбург. Расстояния:
- до Центра Екатеринбурга — 11 км;
- до железнодорожного вокзала Екатеринбург-Пассажирский — 13 км;
- до микрорайона Широкая Речка — 800 м;
- до Академического района — 9 км;
- до Уралмаша — 19 км;
- до Эльмаша — 21 км;
- до аэропорта Кольцово — 26 км;
- до ближайшей станции метро Площадь 1905 года — 12 км;
- до Екатеринбургской кольцевой автодороги — 6 км.

## История
В советское время посёлок входил в состав Широкореченского поселкового совета.

## Инфраструктура
В посёлке работают екатерибургская средняя школа № 25 и детский садик, почтовое отделение и опорный пункт полиции, несколько магазинов, в частности супермаркет «Верный», аптека «Фармленд», а также есть собственный парк, который также считается одним из городских парков города Екатеринбурга.
Промышленных предприятий в посёлке нет, жители трудоустроены в Екатеринбурге и ведут сельское хозяйство.

## Транспорт
Добраться до посёлка можно на городском общественном транспорте Екатеринбурга: на  маршрутах автобуса №№ 24, 55, 63, 70, 85 , а также на такси и на личном автотранспорте либо пешком из соседних районов города.

## Население
По переписи 2010 года постоянное население — 164 человека (85 мужчин и 79 женщин).
Преобладающая национальность (на 2002 год) — русские (86 %).
| 2002 | 2009 | 2010 | 2021  |
| ---- | ---- | ---- | ----- |
| 247  | ↗365 | ↘164 | ↗8394 |